# AGM-176 Griffin
Die AGM-176 Griffin ist eine Kurzstrecken-Rakete für die Bekämpfung von Bodenzielen, die von Raytheon für den Einsatz von UAVs entwickelt worden ist, aber auch von bemannten Luft-, Wasser- und Landfahrzeugen aus eingesetzt wird. Das besondere Konstruktionsmerkmal ist das geringe Gewicht des Flugkörpers, was bei der geringen Nutzlast von Drohnen vorteilhaft ist.

## Beschreibung
Die AGM-176 Griffin wird aus einem Rohr gestartet. Der Flugkörper wiegt 20 kg bei einem Durchmesser von 14 cm und verfügt über einen halbaktiven Lasersucher. Der Sprengkopf wiegt gut 6 kg, womit die Sprengkraft deutlich geringer ist als z. B. bei der weit verbreiteten AGM-114 Hellfire. Dadurch weist die Griffin eine geringere Effektivität bei der Bekämpfung von gepanzerten Zielen auf, allerdings lassen sich auch die häufig bei Drohneneinsätzen auftretenden Kollateralschäden reduzieren. Das geringe Waffengewicht ermöglicht entweder eine größere Anzahl Waffen mitzuführen oder aber deutlich kleinere Trägersysteme.
Um die Entwicklungskosten der Griffin möglichst gering zu halten, hat Raytheon auf viele Komponenten aus früheren Projekten, unter anderem die FGM-148 Javelin und die AIM-9X Sidewinder, zurückgegriffen.

## Varianten
- AGM-176 Griffin A: Initialversion ohne Raketenmotor. Gleitbombe für den Einsatz ab Flugzeugen und Drohnen.[3]
- AGM-176 Griffin B: 1. Serienversion mit Raketenmotor. Für den Einsatz ab Flugzeugen, Hubschrauber, Drohnen und Fahrzeugen. Reichweite 6 km.[1]
- AGM-176 Griffin B Block II: 2. Serienversion mit reduzierten Kosten.
- AGM-176 Griffin B Block III: Version mit verbessertem Suchkopf, neuer Elektronik und stärkerem Sprengkopf.
- AGM-176 Griffin C-ER: Version mit stärkerem Raketenmotor. Reichweite 23 km.[1]
- BGM-176 Griffin: Ausführung der Griffin B Block II für den Einsatz ab Schiffen.
- BGM-176 Griffin C (Sea Griffin): Ausführung mit Infrarot-Suchkopf und 2-Wege-Datenlink. Reichweite 15 km.

## Plattformen
- MQ-1 Predator

- MQ-9 Reaper
- MQ-8B Fire Scout
- A-29 Super Tucano
- Beechcraft AT-6
- KC-130J Harvest HAWK
- MC-130W Dragon Spear
- AC-130J Ghostrider
- OA-58D/F Kiowa Warrior
- M996 / M1045 / M1046 HMMWV
- Littoral Combat Ship (geplant)
- Cyclone-Klasse (Patrouillenboote)[4]

## Einsatz
Die AGM-176 Griffin kam erstmals 2011 im Krieg gegen den Terrorismus in Afghanistan zum Einsatz.

## Benutzer
- Vereinigte Staaten